# Alegerile locale parțiale din Sectorul 5, 2022
Alegerile locale din Sectorul 5 ar fi trebuit să aibă loc în toamna lui 2022. Guvernul atunci în funcție condus de fostul Prim-ministru Nicolae-Ionel Ciucă a încălcat prevederile legii 215 din 23.04.2001, articolul 69 alineat (6) deoarece nu a dispus organizarea acestor alegeri, încălcând astfel dreptul la vot a sute de mii de cetățeni ai Sectorului 5 din Municipiul București.

## Context
Ultimele alegeri locale au fost caștigate de Cristian Popescu Piedone cu 28%. Cristian Popescu Piedone a fost condamnat la 4 ani de închisoare cu executare, în dosarul Colectiv, și nu-și mai poate exercita mandatul de primar al Sectorului 5.
| Candidat                                 | Partid                        | Partid                        | Voturi | %      |
| ---------------------------------------- | ----------------------------- | ----------------------------- | ------ | ------ |
| Cristian Popescu Piedone                 |                               | PPU-SL                        | 25.902 | 28,08% |
| Daniel Florea                            |                               | PSD                           | 23.649 | 25,63% |
| Cristian Băcanu                          |                               | PNL                           | 23.282 | 25,24% |
| Marian Vanghelie                         |                               | PSDI                          | 11.237 | 12,18% |
| Cătălin Iliescu                          |                               | PMP                           | 3.540  | 3,83%  |
| Ion Voicu                                |                               | ALDE                          | 1.765  | 1,91%  |
| Ștefan Pirpiliu                          |                               | PRO B 2020                    | 1.313  | 1,42%  |
| Adrian Urichianu                         |                               | PRM                           | 568    | 0,61%  |
| Alți candidați                           |                               | Alte partide                  | 981    | 1,05%  |
| Voturi invalide/albe                     | Voturi invalide/albe          | Voturi invalide/albe          | 2.518  | 2,65%  |
| Total                                    | Total                         | Total                         | 94831  | 100%   |
| Votanți înregistrați/prezență            | Votanți înregistrați/prezență | Votanți înregistrați/prezență | 249024 | 38,08% |
| Sursa: Autoritatea Electorală Permanentă |                               |                               |        |        |

## Sondaje
| Date        | Poll source                                              | PPU-SL | PSD | PNL | USR | AUR | PV | ApP | Altii | Lider |
| ----------- | -------------------------------------------------------- | ------ | --- | --- | --- | --- | -- | --- | ----- | ----- |
| Iunie 2022  | ISPAP[nefuncțională]                                     | 39     | 20  | 15  | 9   | 4   | -  | 5   | 8     | 19    |
| Iunie 2022  | ISPAP[nefuncțională]                                     | 58     | 58  | 19  | 19  | 5   | -  | 5   | 13    | 39    |
| Iunie 2022  | ISPAP[nefuncțională]                                     | 57     | 57  | 16  | 8   | 4   | -  | 4   | 7     | 41    |
| Mai 2022    | ISPAP[nefuncțională]                                     | 35     | 23  | 16  | 16  | 4   | -  | 3   | 3     | 12    |
| 26 Sep 2020 | Election Arhivat în 26 aprilie 2023, la Wayback Machine. | 28     | 26  | 25  | 25  | 21  | 21 | 21  | 21    | 2     |

## Rezultate
| Candidat                      | Partid                        | Partid                        | Voturi | % | +/- |
| ----------------------------- | ----------------------------- | ----------------------------- | ------ | - | --- |
| TBD                           |                               | TBD                           | TBD    |   |     |
| Voturi invalide/albe          | Voturi invalide/albe          | Voturi invalide/albe          | -      | - |     |
| Total                         | Total                         | Total                         | -      | - |     |
| Votanți înregistrați/prezență | Votanți înregistrați/prezență | Votanți înregistrați/prezență | -      | - |     |

## Candidați
| Candidat             | Partid | Partid | Slogan           | % |
| -------------------- | ------ | ------ | ---------------- | - |
| Vlad Popescu Piedone |        | PUSL   | -                | - |
| Ilie Mario Rafael    |        | ApP    | -                | - |
| Alexandru Dimitriu   |        | USR    | Lupt pentru tine | - |
| TBD                  |        | PNL    | -                | - |

### Posibili
| Posibil candidat | Partid |
| ---------------- | ------ |
| Daniel Florea    | PSD    |
| Virgil Bălăceanu | PNL    |
| Dan Croitoru     | PNL    |
| Mario de Mezzo   | PNL    |

### Retrași
| Candidat                            | Data declarării interesului | Data renunțării la candidatură | Susține pe         | Susține pe |
| ----------------------------------- | --------------------------- | ------------------------------ | ------------------ | ---------- |
| Octavian Berceanu (Independent/USR) | 19.05.2022                  | 01.06.2022                     | Alexandru Dimitriu | USR        |
|                                     |                             |                                |                    |            |
|                                     |                             |                                |                    |            |